# Partido Popular Paulista
El Partido Popular Paulista, también conocido como Partido Popular Progresista, fue un partido político brasileño fundado a principios de 1932 por Miguel Costa para sustituir a la Legión Revolucionária de São Paulo. Desapareció pocos meses después de la Revolución Constitucionalista de 1932 y la mayoría de sus miembros se unieron al Partido Socialista Brasileño de São Paulo.
La organización reunía a antiguos miembros de la Columna Prestes, revolucionarios no afiliados a ningún partido, intelectuales y comunistas.

## Historia
Tras la fundación del Frente Único Paulista (FUP), a través de la fusión del Partido Democrático (PD) con el Partido Republicano Paulista (PRP), la intensificación de las manifestaciones populares contra el gobierno federal llevó a Getúlio Vargas a indicar que convocaría una asamblea constituyente, mediante el establecimiento de un nuevo Código Electoral, publicado el 22 de febrero de 1932. También sustituyó al interventor tenentista de São Paulo, Manuel Rabelo, por Pedro Manuel de Toledo, civil paulista con buenas relaciones con el PRP.
El 22 de mayo de 1932, hubo una gran manifestación de la FUP con motivo de la visita de Osvaldo Aranha a São Paulo. En este contexto, Osvaldo telegrafió a Vargas aconsejándole reorganizar el gobierno con nombres de la FUP. Al día siguiente, Toledo formó una nueva secretaría desconectada de las fuerzas tenentistas y del gobierno federal, con sólo miembros del PD y del PRP. Para celebrar esta victoria, la FUP convocó una manifestación que se saldó con el bloqueo del "Correio da Tarde", órgano de la Legión Revolucionaria, y con conflictos generalizados que provocaron la muerte de cuatro estudiantes: Martins, Miragaia, Drausio y Camargo. Las iniciales de estos nombres pasarían a formar el acrónimo M.M.D.C. de la milicia civil, muy activa en la preparación y dirección de la lucha armada contra el gobierno federal.
Con la reorganización, Valdemar Ferreira, del PD, asumió la Secretaría de Justicia y destituyó a Miguel Costa como jefe de la Fuerza Pública.